# Under the Surface
Under the Surface è l'album di debutto della cantante norvegese Marit Larsen, pubblicato il 6 marzo 2006.
In Norvegia si piazza in terza posizione della classifica degli album più venduti nella prima settimana, divenendo disco d'oro in meno di 3 settimane, con 20 000 copie, ed in seguito disco di platino, con 46 000 copie vendute, rimanendo in classifica per circa un anno.
La Larsen è autrice di 3 brani contenuti nell'album, dal quale verranno estratti i singoli Don't save me, Under the surface, Only a fool e, nel 2007, Solid ground.

## Tracce
1. In Came the Light
2. Under the Surface
3. Don't Save Me
4. Only A Fool
5. Solid Ground
6. This Time Tomorrow
7. Recent Illusion
8. The Sinking Game
9. To an End
10. Come Closer
11. Poison Passion